# Hansabank
De Hansabank was een van de grootste spaarbanken in de Baltische regio en is nu onderdeel van de Swedbank Group.
Hansabank werd in 1991 opgericht in Tartu. In 2005 is Swedbank de volledige eigenaar en sinds 2009 wordt de naam Hansabank niet meer gebruikt, maar Swedbank. 
Hansabank opereerde onder de namen: Hansapank (Estland), Hansabanka (Letland), Hansabankas (Litouwen) en Hansabank internationaal. 
Een andere Zweedse bank: SEB was de grootste concurrent van Hansabank in de Baltische regio.

## Externe link

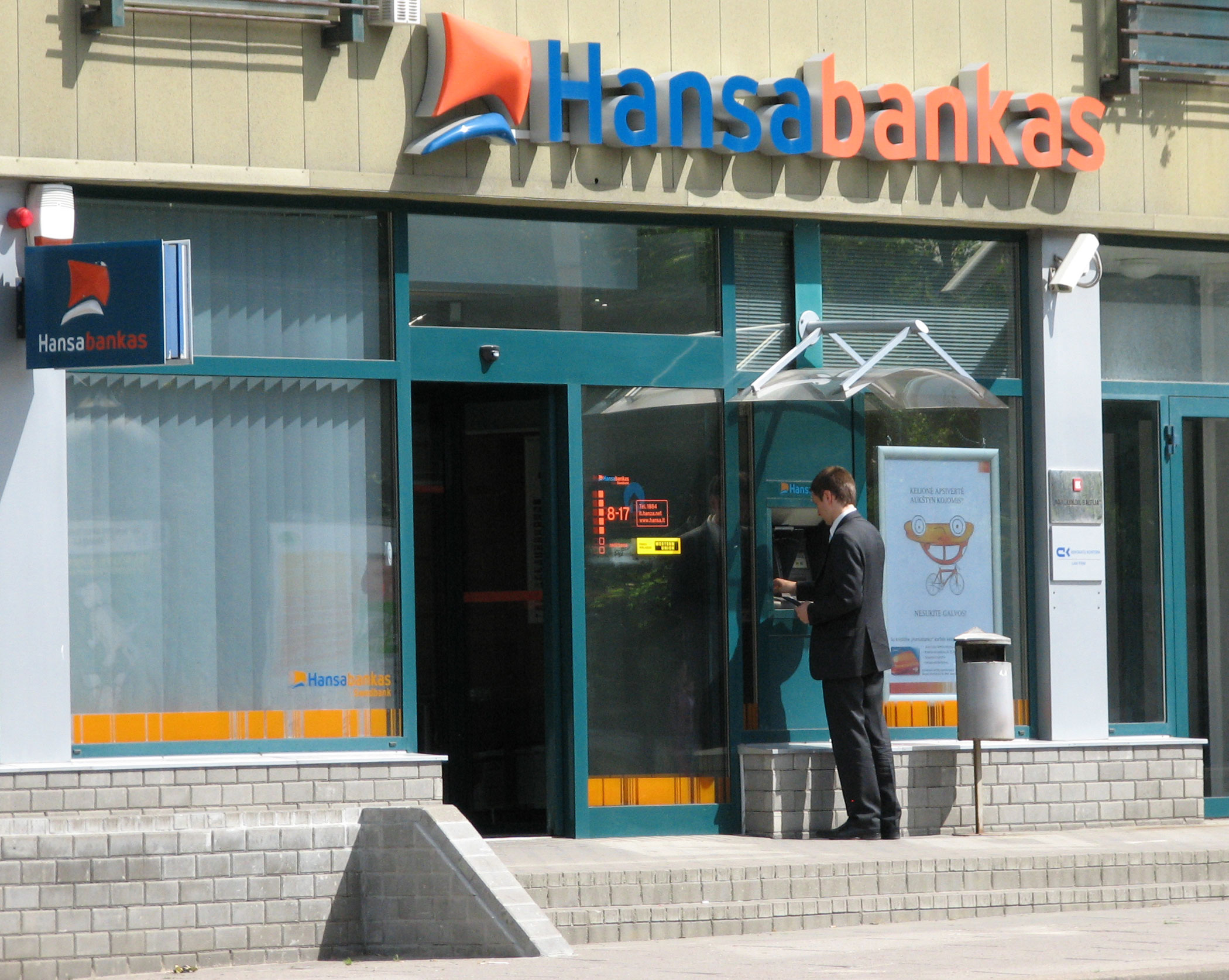
Hansabankas in Vilnius
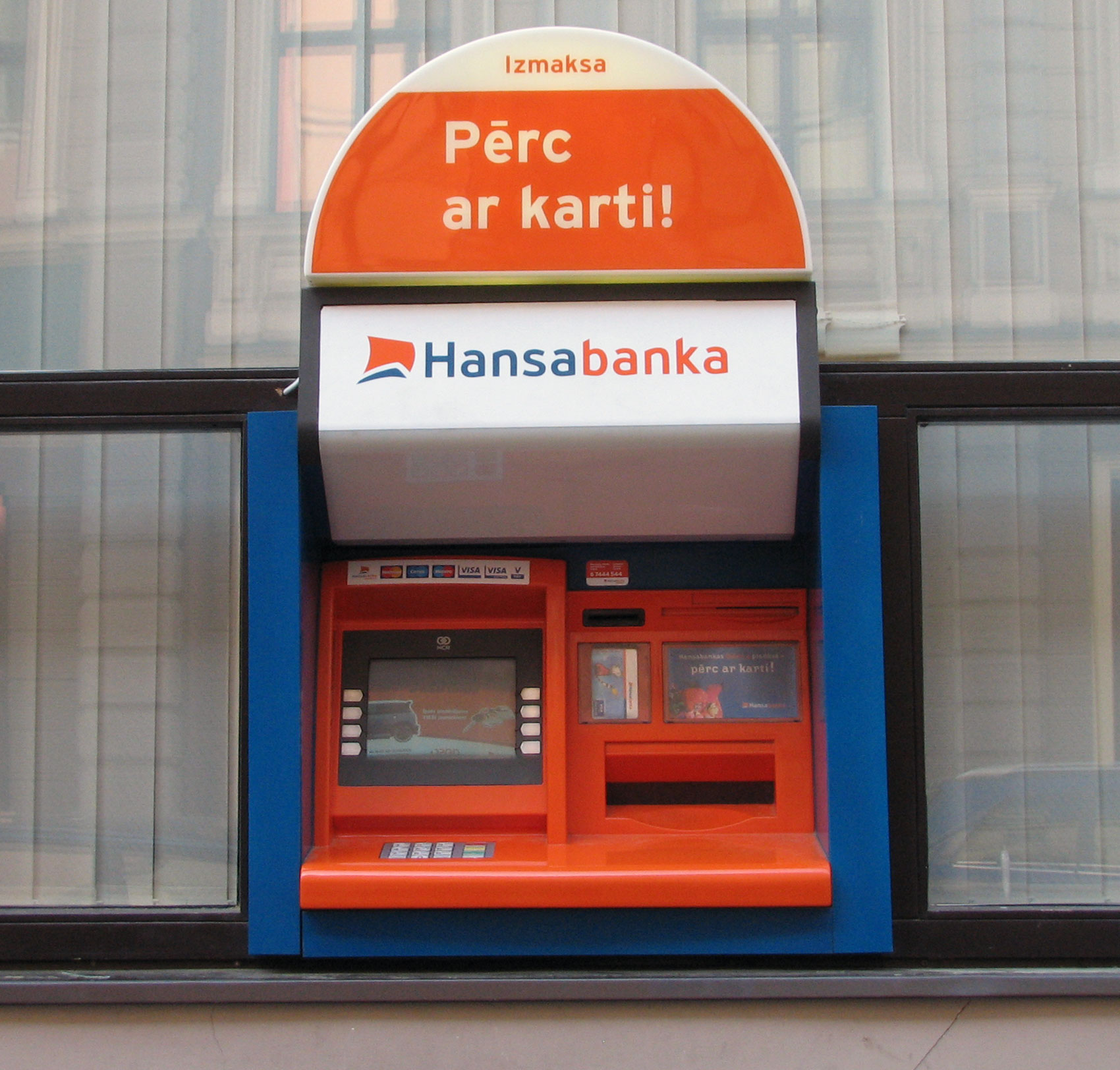
Hansabanka betaalautomaat in Riga